# Thuốc ức chế miễn dịch

Prednisone

Dexamethasone

Thuốc ức chế miễn dịch là những thuốc ức chế hoặc ngăn chặn hoạt động của hệ thống miễn dịch. Chúng được sử dụng trong liệu pháp ức chế miễn dịch để: 1) Ngăn chặn sự từ chối của các cơ quan và mô cấy ghép (ví dụ: tủy xương, tim, thận, gan) 2) Điều trị các bệnh tự miễn hoặc các bệnh có khả năng có nguồn gốc tự miễn (ví dụ: viêm khớp dạng thấp, xơ cứng rải rác, bệnh nhược cơ, bệnh vẩy nến, bạch biến, lupus ban đỏ hệ thống, bệnh Crohn, bệnh Behçet, và viêm loét đại tràng). 3) Điều trị một số bệnh viêm không tự miễn khác (ví dụ: hen phế quản), viêm cột sống dính khớp.
Một tác dụng phụ phổ biến của nhiều loại thuốc ức chế miễn dịch là suy giảm miễn dịch, vì phần lớn trong số chúng hoạt động không chọn lọc, dẫn đến tăng tính nhạy cảm với nhiễm trùng và giảm khả năng giám sát miễn dịch ung thư. Ngoài ra còn có các tác dụng phụ khác, như cao huyết áp, rối loạn mỡ máu, tăng đường huyết, loét dạ dày, loạn dưỡng mỡ, tổn thương gan và thận. Các thuốc ức chế miễn dịch cũng tương tác với các loại thuốc khác và ảnh hưởng đến quá trình trao đổi chất và hành động của chúng. Các tác nhân ức chế miễn dịch thực tế hoặc nghi ngờ có thể được đánh giá về tác dụng của chúng đối với các quần thể tế bào lympho trong các mô sử dụng hóa mô miễn dịch.
Thuốc ức chế miễn dịch có thể được phân thành năm nhóm: glucocorticoids, cytostatic (kìm tế bào), kháng thể, thuốc tác dụng với immunophilin, và các loại thuốc khác.